# Ипхофен
Ипхофен (њем. Iphofen) град је у њемачкој савезној држави Баварска. Једно је од 31 општинског средишта округа Кицинген. Према процјени из 2010. у граду је живјело 4.373 становника. Посједује регионалну шифру (AGS) 9675139.

## Географски и демографски подаци
Ипхофен се налази у савезној држави Баварска у округу Кицинген. Град се налази на надморској висини од 250 метара. Површина општине износи 78,0 km². У самом граду је, према процјени из 2010. године, живјело 4.373 становника. Просјечна густина становништва износи 56 становника/km².

## Историја
Ипхофен се први пут поминје 741. године. 1293. године је Ипхофен добио градски статус. Изграднја парохијског храма Свети Вида је почела 1414. године. Четири пута је био заражен кугом 1524, 1584, 1611. и 1632. године.
Током 20. века Ипхофен је просперирао посебно у време Другог светског рата је био углавном поштеђен уништенја.

## Градско утврђење
- Роделесерска капија, северна страна
- Роделесерска капија, западна страна
- Роделесерска капија, јужна страна преко које се види митагстурм торањ
- Еинерсхеимер капија, Источна страна
- Еинерсхеимер капија, западна страна
- Еинерсхеимер капија, унутрашња страна
- Митагстурм торањ
- Мајнберхеимер капија, исток